# Batalla de Sacavém
La batalla de Sacavém fue una lucha entablada entre el primer rey portugués, Alfonso Henriques, y los andalusíes, en el inicio del sitio de Lisboa, en julio de 1147, en los márgenes del Trancão, junto al puente romano que cruzaba el río.

## Antecedentes
Después de la conquista de Santarém, Alfonso Henriques se preparó para tomar Lisboa y así consolidar definitivamente no solo la línea del río Tajo sino también la Independencia de Portugal, pues el dominio de su fértil valle le garantizaba la plena autosuficiencia y malograba los planes de los leoneses de volver a anexionarse Portugal.
Entretanto, se difundía por Extremadura la noticia de que los cristianos ya cercaban Lisboa, siendo imperativo ayudar a defender a toda costa los últimos reductos musulmanes al norte del Tajo. Siendo así, se habían reunido en las proximidades de Sacavém, al norte del río, para luchar y destruir a las fuerzas de Alfonso Henriques, cerca de cinco mil musulmanes oriundos no oólo de Extremadura (Alenquer, Lisboa y Sacavém), incluso hasta del Oeste (Óbidos y Torres Vedras) y de Ribatejo (Tomar y Torres Novas), bajo el mando del wali de Sacavém, Bezai Zaide.

## Batalla

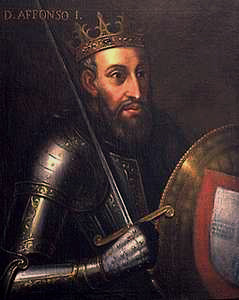
Alfonso Henriques, que de acuerdo con la tradición conquistó Sacavém a los moros.

Alfonso Henriques disponía apenas de una fuerza de mil quinientos guerreros, y fue en esas condiciones como se inició la batalla, teniendo como escenario Sacavém de Baixo, en el margen del río de Sacavém, entre los actuales montes de Sintra e del Convento, junto al viejo puente romano, fuertemente defendido por los andalusíes, los cuales habían ya iniciado su ataque, dispuestos a desbaratar a los portugueses.
No obstante ante la significativa diferencia numérica entre ambos contendientes, acabarían por vencer los cristianos; aunque la mayor parte de estos últimos hubo perecido, conseguirían aun matar a tres mil musulmanes a filo de espada, quedando los restantes ahogados en el río o siendo hechos prisioneros.
Esta victoria fue atribuida a una intervención milagrosa de la Virgen María, que había hecho aparecer durante el combate «muchos hombres extraños que peleaban con los cristianos». Como Alfonso Henriques contó con el apoyo de los cruzados para tomar la capital, podemos partir del principio, más o menos seguro, de que los hombres extraños a los que la fuente se refiere serían cristianos oriundos de Europa del Norte.
Se cuenta que Bezai Zaide, ante lo sucedido, se convirtió a la fe cristiana, siendo el primer sacristán de la ermita dedicada a Nossa Senhora dos Mártires (así llamada en honor a los cristianos caídos en la batalla), que Alfonso Henriques mandó erigir pasados pocos días de la lucha.
Al mismo tiempo, el rey también mandó reconstruir la vieja Iglesia de Nossa Senhora dos Prazeres (que se quedó en ruinas bajo la ocupación musulmana, ya que tenían permitido el culto cristiano, mediante el pago de un tributo —yizia— a las autoridades islámicas), habiéndola hecho sede parroquial de Sacavém es alterada en su invocación, dedicándola ahora a Nossa Senhora da Vitória (en homenaje a su estruendosa victoria sobre los moros, debido a la intercesión de la Virgen).

## Entre la historia y la leyenda
El primero en aludir a esta tradición fue un monje cisterciense del Monasterio de Alcobaça, Fray Antonio Brandão, en su Monarquía lusitana (folios. 170, 170 v. y 171),  afirmando basarse en una tradición, ya vieja, recogida entre las gentes de Sacavém; también Miguel de Moura, en sus inéditas Memorias de la fundación del monasterio de Sacavém, alude a esa leyenda existente entre los sacavenenses, que averiguó cuando deseó erigir el Convento de Nossa Senhora dos Mártires e da Conceição de Sacavém, en el lugar de la antigua ermita da Senhora dos Mártires, en 1577.
Con todo, no hay pruebas históricas que corroboren la existencia de facto de este combate; las fuentes sobre la conquista (como la conocida «Carta del cruzado Randulfo al clérigo Osberto de Baldreseia», en la cual relata al pormenor la expugnación de la ciudad), no hacen ninguna alusión a este combate en los márgenes del río de Sacavém.
En el siglo XIX, el gran historiador y político Alexandre Herculano fue el primero en citar este hecho, en su conocida Historia de Portugal. Hoy en día, está comúnmente adoptada como prácticamente legendaria, por lo menos con los adornos con lo que fue descrita.
- Datos: Q3645435